# パトリック・キブルハン
- パトリック・キブレハン

パトリック・アンソニー・キブルハン（Patrick Anthony Kivlehan、1989年12月22日 - ）は、アメリカ合衆国ニューヨーク州ナイアック出身の元プロ野球選手（外野手、内野手）。右投右打。
NPBでの登録名は「パトリック・キブレハン」。

## 経歴

### プロ入り前
ラトガーズ大学では4年間アメリカンフットボールをプレーしており、4年目にフットボールのシーズンが終了してから野球部に参加した。

### プロ入りとマリナーズ傘下時代
2012年のMLBドラフト4巡目（全体131位）でシアトル・マリナーズから指名されプロ入り。傘下のA−級エバレット・アクアソックスでプロデビューし、72試合に出場して打率.301、12本塁打、52打点の成績を記録した。
2013年はA級クリントン・ランバーキングスで開幕を迎え、シーズン途中にA+級ハイデザート・マーベリックスへ昇格。2チーム合計で128試合に出場して打率.303、16本塁打、90打点の成績を記録した。
2014年はA+級ハイデザートで開幕を迎え、シーズン途中にAA級ジャクソン・ジェネラルズへ昇格。2チーム合計で138試合に出場して打率.295、20本塁打、103打点の成績を記録した。
2015年はAAA級タコマ・レイニアーズで123試合に出場して打率.256、22本塁打、73打点の成績を記録した。また、シーズン途中に開催されたパンアメリカン競技大会のアメリカ合衆国代表に選出された。オフに40人枠に登録された。

### レンジャーズ傘下時代
2015年12月5日にアンソニー・バス、レオネス・マーティンらが絡むトレードの後日発表選手として、テキサス・レンジャーズへ移籍した。
2016年は傘下のAAA級ラウンドロック・エクスプレスで開幕を迎えた。

### マリナーズ傘下復帰
2016年5月29日に後日発表選手（後にジャスティン・デフレイタスと発表）とのトレードで、マリナーズへ移籍した。移籍後はAAA級タコマでプレーした。

### パドレス時代
2016年8月4日にウェイバー公示を経てサンディエゴ・パドレスへ移籍した。20日にメジャーに昇格し、同日のアリゾナ・ダイヤモンドバックス戦でメジャーデビューを果たした。また、翌日の同カードではロビー・レイからメジャー初本塁打を放った。

### レッズ時代
2016年9月28日にウェイバー公示を経てシンシナティ・レッズへ移籍した。オフの10月6日にアリスメンディ・アルカンタラの加入に伴いDFAとなり、その後マイナー契約となった。

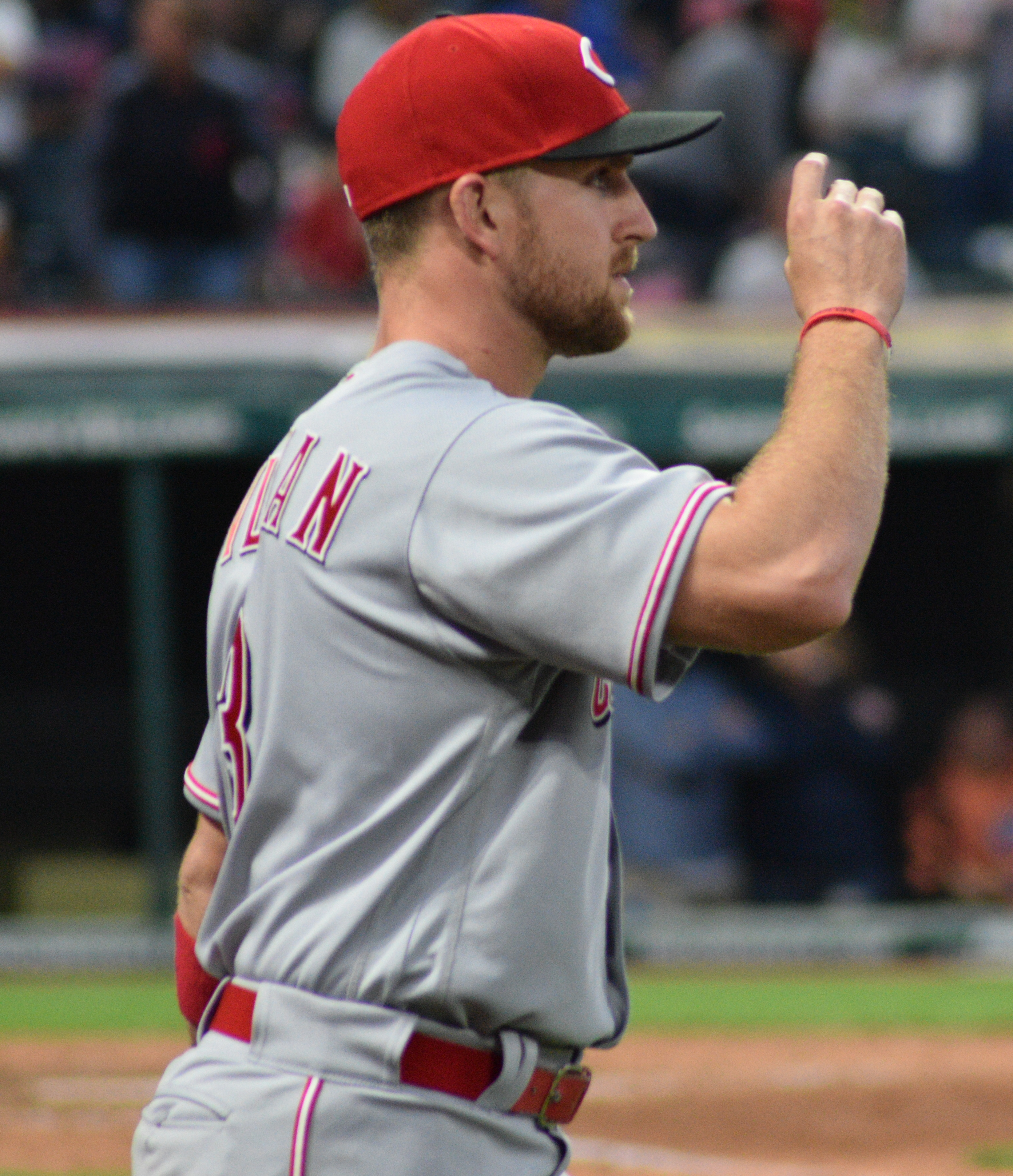
シンシナティ・レッズ時代（2017年7月24日）

2017年は開幕ロースター入りし、自己最多の115試合に出場し、打率.208、9本塁打、26打点という成績を残した。オフの11月3日にFAとなったが、6日にマイナー契約で再契約した。
2018年5月に自由契約となった。

### メッツ傘下時代
2018年5月9日にニューヨーク・メッツとマイナー契約を結んだ。契約後は傘下のAAA級ラスベガス・ヒフティワンズへ送られた。

### ダイヤモンドバックス時代
2018年9月6日に金銭トレードでダイヤモンドバックスへ移籍した。メジャーで9試合に出場した後、10月10日にマイナー契約となり、翌日に自由契約となった。

### パイレーツ傘下時代
2018年10月31日にピッツバーグ・パイレーツとマイナー契約を結んだ。
2019年は傘下のAAA級インディアナポリス・インディアンズで開幕を迎えた。

### ブルージェイズ傘下時代
2019年5月10日に金銭トレードで、トロント・ブルージェイズへ移籍した。移籍後は傘下のAA級ニューハンプシャー・フィッシャーキャッツへ送られ、その後AAA級バッファロー・バイソンズへ昇格した。この年は移籍前と合わせて3チーム合計で125試合に出場して打率.255、32本塁打、84打点の成績を記録した。オフにFAとなったが、12月2日にマイナー契約で再契約した。
2020年8月21日に自由契約となった。この年は新型コロナウイルスの影響でマイナーリーグの試合が開催されず、公式戦への出場はなかった。

### パドレス復帰
2021年2月26日に古巣のパドレスとマイナー契約を結んだ。5月12日にアクティブ・ロースター入りし、3年ぶりにメジャーに復帰した。また、シーズン途中に開催された東京オリンピックのアメリカ合衆国代表に選出された。オフにFAとなった。

### ホワイトソックス傘下時代
2022年2月にシカゴ・ホワイトソックスとマイナー契約を結んだ。この年は傘下のAAA級シャーロット・ナイツで開幕を迎えたが、3試合に出場した後、4月12日に自由契約となった。

### ヤクルト時代
4月29日に東京ヤクルトスワローズと契約した。背番号は2。8月27日の対横浜DeNAベイスターズ戦（横浜スタジアム）では、NPB初本塁打の第1号を含む1試合3本塁打を記録した。最終成績は29試合の出場で打率.241、6本塁打で、日本シリーズにも出場し、9打数2安打を記録した。シーズン終了後の11月22日、自由契約となった。

### 独立リーグ時代
2023年4月7日、フロンティアリーグのニューヨーク・ボールダーズとアシスタントコーチ兼任で契約を結んだ。
2023年は打率.305、23本塁打、73打点を記録し、オールスターゲームにも出場したが、シーズンオフに現役引退を表明した。
現在は母校のセントジョセフ高校で職員を務めている。

## 選手としての特徴・人物
右のパワーヒッターであり、しぶとく勝負強い打撃も持ち味。内・外野をこなすユーティリティー性とアメリカンフットボール仕込みの加速の良い走塁も魅力。一方、守備についてはかなりの難がある。
2020年東京オリンピックおよびヤクルトでも同僚になったスコット・マクガフとはNPB移籍前から毎日のように連絡を取り、日本球界や私生活のことを聞いていたという。また、パドレス傘下AAA級で同僚だった加藤豪将から日本語を教わっている。
前述の通り1試合3本塁打を記録するなど、横浜DeNAベイスターズとの相性の良さを見せた。2022年には対戦打率.400（20打数8安打）、5本塁打、OPS1.579をマークしている。

## 詳細情報

### 年度別打撃成績
| 年 度    | 球 団    | 試 合 | 打 席 | 打 数 | 得 点 | 安 打 | 二 塁 打 | 三 塁 打 | 本 塁 打 | 塁 打 | 打 点 | 盗 塁 | 盗 塁 死 | 犠 打 | 犠 飛 | 四 球 | 敬 遠 | 死 球 | 三 振 | 併 殺 打 | 打 率 | 出 塁 率 | 長 打 率 | O P S |
| -------- | -------- | ----- | ----- | ----- | ----- | ----- | -------- | -------- | -------- | ----- | ----- | ----- | -------- | ----- | ----- | ----- | ----- | ----- | ----- | -------- | ----- | -------- | -------- | ----- |
| 2016     | SD       | 5     | 19    | 16    | 5     | 4     | 0        | 0        | 1        | 7     | 2     | 0     | 0        | 0     | 0     | 2     | 0     | 1     | 9     | 0        | .250  | .368     | .438     | .806  |
| 2016     | CIN      | 3     | 5     | 5     | 0     | 0     | 0        | 0        | 0        | 0     | 0     | 0     | 0        | 0     | 0     | 0     | 0     | 0     | 2     | 0        | .000  | .000     | .000     | .000  |
| '16計    | CIN      | 8     | 24    | 21    | 5     | 4     | 0        | 0        | 1        | 7     | 2     | 0     | 0        | 0     | 0     | 2     | 0     | 1     | 11    | 0        | .190  | .292     | .333     | .625  |
| 2017     | CIN      | 115   | 204   | 178   | 23    | 37    | 5        | 1        | 9        | 71    | 26    | 1     | 2        | 0     | 1     | 22    | 1     | 3     | 61    | 2        | .208  | .304     | .399     | .703  |
| 2018     | ARI      | 9     | 14    | 13    | 3     | 3     | 0        | 2        | 0        | 7     | 0     | 0     | 0        | 0     | 0     | 0     | 0     | 1     | 6     | 0        | .231  | .286     | .538     | .824  |
| 2021     | SD       | 5     | 8     | 4     | 3     | 1     | 0        | 0        | 0        | 1     | 2     | 0     | 0        | 0     | 1     | 2     | 0     | 1     | 3     | 0        | .250  | .500     | .250     | .750  |
| 2022     | ヤクルト | 29    | 87    | 83    | 10    | 20    | 3        | 0        | 6        | 41    | 14    | 0     | 1        | 0     | 1     | 2     | 0     | 1     | 21    | 1        | .241  | .264     | .494     | .758  |
| MLB：4年 | MLB：4年 | 137   | 250   | 216   | 34    | 45    | 5        | 3        | 10       | 86    | 30    | 1     | 2        | 0     | 2     | 26    | 1     | 6     | 81    | 2        | .208  | .308     | .398     | .706  |
| NPB：1年 | NPB：1年 | 29    | 87    | 83    | 10    | 20    | 3        | 0        | 6        | 41    | 14    | 0     | 1        | 0     | 1     | 2     | 0     | 1     | 21    | 1        | .241  | .264     | .494     | .758  |

### 年度別守備成績
| 年 度 | 球 団    | 一塁（1B） | 一塁（1B） | 一塁（1B） | 一塁（1B） | 一塁（1B） | 一塁（1B） | 三塁（3B） | 三塁（3B） | 三塁（3B） | 三塁（3B） | 三塁（3B） | 三塁（3B） | 外野（OF） | 外野（OF） | 外野（OF） | 外野（OF） | 外野（OF） | 外野（OF） |
| 年 度 | 球 団    | 試 合      | 刺 殺      | 補 殺      | 失 策      | 併 殺      | 守 備 率   | 試 合      | 刺 殺      | 補 殺      | 失 策      | 併 殺      | 守 備 率   | 試 合      | 刺 殺      | 補 殺      | 失 策      | 併 殺      | 守 備 率   |
| ----- | -------- | ---------- | ---------- | ---------- | ---------- | ---------- | ---------- | ---------- | ---------- | ---------- | ---------- | ---------- | ---------- | ---------- | ---------- | ---------- | ---------- | ---------- | ---------- |
| 2016  | SD       | -          | -          | -          | -          | -          | -          | -          | -          | -          | -          | -          | -          | 5          | 12         | 0          | 2          | 0          | .857       |
| 2016  | CIN      | -          | -          | -          | -          | -          | -          | -          | -          | -          | -          | -          | -          | 2          | 2          | 0          | 0          | 0          | 1.000      |
| '16計 | CIN      | -          | -          | -          | -          | -          | -          | -          | -          | -          | -          | -          | -          | 7          | 14         | 0          | 2          | 0          | .875       |
| 2017  | CIN      | 12         | 35         | 2          | 0          | 3          | 1.000      | 7          | 5          | 15         | 0          | 0          | 1.000      | 43         | 42         | 2          | 2          | 1          | .957       |
| 2018  | ARI      | -          | -          | -          | -          | -          | -          | -          | -          | -          | -          | -          | -          | 4          | 2          | 0          | 0          | 0          | 1.000      |
| 2021  | SD       | -          | -          | -          | -          | -          | -          | -          | -          | -          | -          | -          | -          | 2          | 3          | 0          | 0          | 0          | 1.000      |
| 2022  | ヤクルト | 4          | 26         | 5          | 0          | 3          | 1.000      | -          | -          | -          | -          | -          | -          | 19         | 16         | 2          | 1          | 0          | .947       |
| MLB   | MLB      | 12         | 35         | 2          | 0          | 3          | 1.000      | 7          | 5          | 15         | 0          | 0          | 1.000      | 56         | 61         | 2          | 4          | 1          | .940       |
| NPB   | NPB      | 4          | 26         | 5          | 0          | 3          | 1.000      | -          | -          | -          | -          | -          | -          | 19         | 16         | 2          | 1          | 0          | .947       |

### 記録

#### NPB
初記録
- 初出場・初打席：2022年7月5日、対読売ジャイアンツ13回戦（東京ドーム）、7回表に今野龍太の代打で出場、今村信貴から空振り三振
- 初先発出場：2022年7月6日、対読売ジャイアンツ14回戦（東京ドーム）、5番・左翼手で先発出場
- 初安打：2022年8月20日、対中日ドラゴンズ17回戦（バンテリンドーム ナゴヤ）、5回表に小笠原慎之介から左前安打[30]
- 初本塁打・初打点：2022年8月27日、対横浜DeNAベイスターズ18回戦（横浜スタジアム）、3回表に石田健大から左中間越ソロ

### 背番号
- 46（2016年 - 同年途中）
- 67（2016年途中 - 同年終了）
- 3（2017年）
- 47（2018年）
- 18（2021年）
- 2（2022年5月23日 - 同年終了）
- 10（2023年）

### 代表歴
- 2015年パンアメリカン競技大会男子野球アメリカ合衆国代表
- 2020年オリンピック野球アメリカ合衆国代表